# Ismail Qemali
Ismail Kemal Bej Vlora almindeligt kendt som Ismail Qemali (født 16. januar 1844, død 24. januar 1919), var en fremtrædende leder af den albanske nationale bevægelse, grundlæggeren af den moderne albanske stat og landets første premierminister.

## Biografi
Han blev født i Vlorë i en adelig familie. Han gennemførte sin grundskoleuddannelse i hjembyen, og fik eksamen fra Zosimaia Skole i Ioannina i Grækenland. I 1859 flyttede han til Istanbul, hvor han indledte en karriere som osmannisk embedsmand, og var guvernør i flere byer på Balkan. I 1877 besad Qemali flere vigtige poster i den osmanniske administration, men da Sultan Abdulhamid II afskedigede ham som premierminister blev han sendt i eksil i Anatolien. Sultanen kaldte ham dog senere tilbage, og gjorde ham til guvernør i Beirut, men på grund af hans liberale politiske holdninger, gik han i maj 1900 om bord på den britiske ambassadørs yacht og søgte om asyl. Han blev derefter transporteret ud af Tyrkiet. I otte år, levede han i eksil, og arbejde på at fremme en konstitutionel lov i det osmanniske rige, og for at fremme den albanske nationale sag. Efter Den Ungtyrkiske revolution i 1908, blev han stedfortræder i det genoprettede osmanniske parlament, og samarbejdede her med liberale politikere og briterne. I 1909 under et oprør mod de Unge Tyrkere, blev han i en kort periode indsat som formand for det Osmanniske Riges nationalforsamling, men blev tvunget til at forlade Istanbul for altid et par dage senere. Herefter arbejdede han udelukkende på at fremme Albaniens nationale sag. 
Han var en ledende figur i den Albanske Uafhængighedserklæring og dannelsen af en uafhængig regering i Albanien 28. november 1912. Dette markerede afslutningen på næsten 500 års osmannisk styre i landet. Sammen med Isa Boletni og Luigj Gurakuqi hejste han det nationale flag, fra den to-etagers bygning i Vlorë, hvor uafhængighedserklæringen netop var blevet underskrevet. Han blev landets første premierminister i 1912, og fungerede som sådan, indtil 1914.